# Bosmalov gradski centar
Bosmalov gradski centar (Bosmal City Centar, BCC), je komplex dvou výškových budov v Sarajevu. Nachází se ve čtvrti Hrasno, postavila jej bosensko-malajsijská společnost Bosmal v letech 2001 až 2006.
Celý komplex je se svojí výškou 118 m jednou z nejvyšších budov na Balkáně. Velkou část z něho zabírají byty, avšak nachází se zde také i restaurace a obchody; v horním patře je vyhlídková restaurace. Plány na vybudování nejvyšší budovy v Sarajevu, koncipované jako „město ve městě“ vznikly už v roce 1998.
V těsném sousedství stojí most Malajsijsko-bosenskohercegovinského přátelství, zvaný též Bosmalův most.